# Adrianus Heylen
Adrianus Heylen (Noorderwijk, 6 augustus 1745 - Rome, 4 mei 1802), geboren als Jan Frans Heylen, was een Belgische kanunnik en archivist van de Norbertijnen Abdij van Tongerlo, tevens was hij pastoor te Olen.
Kanunnik Heylen werd in het jaar 1787 bekroond in de keizerlijk-koninklijke academie te Brussel voor zijn verhandeling:
"Antwoord op het vraegstuk: Aen te toonen de steden of andere plaetsen der Nederlanden in de welke de respectieve souvereynen Geld-specien hebben doen slagen geduerende de XIVde en XVde Eeuw, en vooral volgens de ordinantien geëmaneerd binnen deeze twee Eeuwen, of bij gebrek van deeze volgens andere geloof-werdige bewys-stukken. &c; aen te toonen den Titel van het Goud of van het Zilver, het Gewigt en de Evaluatie van die Geld-specien (binnen de Nederlanden gemunt geduerende de XIV-de en XV-de Eeuw) in de Nederlandsche of Fransche Munte onzer dagen; eyndelijk te doen kennen de plaetsen der Historie-schrijver en van de zelfs-tijdsche bewijs-stukken, dewelke gewag maeken van deeze oude Nederlandsche Geld-specien."
Daarnaast was hij de auteur van "Verlichtinghe der Brabandse en andere Nederlandsche oudheden ofte Vaderlandsche Verhandelinge over eenige Urnen ofte Lyk-vaten, onlangs door de zorg en bekostinge van den Eerw.sten Heere Godefridus Hermans" uitgegeven door het Prelaet der Abdye Tongerloo, ontdelt by het dorp Alphen, te Maastricht in 1793 waarmee hij het allereerste schriftelijk verslag schreef over een archeologisch onderzoek in Noord-Brabant.
Ten slotte schreef hij ook nog "Verhandeling over de Kempen, deszelfs gesteltenis in vroegere eeuwen en ten tijde haerer kloosters, het voordeel door deeze gestichten aen den staet toegebragt" uitgegeven te Lier in 1790.
- Biografisch Portaal: 21280544
- Digitale Bibliotheek voor de Nederlandse Letteren: heyl005
- International Standard Name Identifier: 0000 0003 9780 1105
- Nederlandse Thesaurus van Auteursnamen: 069705968
- Système universitaire de documentation: 115862579
- Virtual International Authority File: 56952907
- WorldCat: E39PBJqkc4cgqWMqJ6GYJwQKBP